# Livia Ante
Livia Ante (n. 8 februarie 1955, Ploiești, România) este o pictoriță și scenografă română care trăiește și lucrează în Europa Occidentală.

## Biografie
Livia Ante a studiat la Liceul de Artă „Nicolae Tonitza” din București, apoi a absolvit Școala Superioară de Arte Aplicate Duperre și Școala Națională de Arte Aplicate la Paris. S-a stabilit în 1976 la Stockholm și a obținut cetățenia suedeză. A revenit la Paris în 1983.
A realizat decoruri pentru Televiziunea Suedeză și Opera Regală din Stockholm, pentru Casa de Cultură din Nanterre și pentru primăria Parisului.

## Legături externe
- „Ferestre” spre noi și „Altare în deltă”, în ziarulderoman.ro